# Arkusz organizacyjny szkoły
Arkusz organizacyjny szkoły – wymagany prawem dokument sporządzany przez dyrektora szkoły i określający szczegółową organizację nauczania, wychowania i opieki w szkole w odbywającym się roku szkolnym. Jest podstawą ustalenia tygodniowego rozkładu zajęć określającego organizację zajęć edukacyjnych.

## Podstawa prawna
Wymóg corocznego tworzenia arkusza organizacyjnego szkoły określa art. 9d ust. 8 ustawy z dnia 26 stycznia 1982 r. – Karta Nauczyciela (Dz.U. z 2014 r. poz. 191) i § 10 ust. 1 rozporządzenia Ministra Edukacji Narodowej z dnia 21 maja 2001 r. w sprawie ramowych statutów publicznego przedszkola oraz publicznych szkół (Dz.U. z 2001 r., Nr 61, poz. 624, z późn. zm.).

## Treść
W arkuszu znaleźć się muszą przede wszystkim następujące dane:
- liczba pracowników szkoły, w tym pracowników zajmujących stanowiska kierownicze
- ogólna liczba zajęć edukacyjnych finansowanych ze środków przydzielonych przez organ prowadzący szkołę[3]
- liczba nauczycieli, w podziale na stopnie awansu zawodowego, przystępujących do postępowań kwalifikacyjnych lub egzaminacyjnych w roku szkolnym, którego dotyczy dany arkusz, wraz ze wskazaniem terminów złożenia przez nauczycieli wniosków o podjęcie tych postępowań[4]

## Termin opracowania
Dyrektor szkoły opracowuje arkusz na kolejny rok szkolny do dnia 30 kwietnia każdego roku i niezwłocznie przekazuje go organowi prowadzącemu szkołę.

## Procedura zatwierdzania
Opracowany przez dyrektora szkoły arkusz podlega zatwierdzeniu przez organ prowadzący szkołę. Organ ten ma obowiązek dokonać zatwierdzenia do dnia 30 maja tego samego roku.

## Źródła prawa
- Ustawa z dnia 26 stycznia 1982 r. – Karta Nauczyciela (Dz.U. z 2014 r. poz. 191)
- Rozporządzenie Ministra Edukcji Narodowej z dnia 21 maja 2001 r. w sprawie ramowych statutów publicznego przedszkola oraz publicznych szkół (Dz.U. z 2001 r., Nr 61, poz. 624, z późn. zm.)